# Maximilian Bausch
Maximilian Adolph Bausch (* 10. Januar 1832 in Dessau; † unbekannt) war ein deutscher Polizeibeamter und Autor.

## Leben
Nach dem Besuch der 1. Bürgerschule ab 1839 wechselte er an die Thomasschule in Leipzig und studierte von 1850 bis 1853 an den Universitäten Leipzig und Heidelberg. Nach bestandenem Examen wurde er zunächst Protokollant, dann Aktuar beim Kriminalamt Leipzig und wechselte später an das Bezirksgericht Chemnitz. 1856 wurde er Aktuar beim Polizeiamt Leipzig, wo er mit Polizeisachen der Presse betraut wurde, worüber er mehrfach publizierte. Er trug den Titel eines Polizeiamts-Assessors.
Sein Bruder Otto Bausch war am 30. Dezember 1874 verstorben. Er hatte die väterliche Bogen- und Geigenmacher-Firma Ludwig Bausch sen. & Sohn übernommen. Maximilian Bausch übernahm die Nachlassverwaltung seines verstorbenen Bruders Otto.

## Schriften (Auswahl)
- Die Preßgesetzgebung im Königreich Sachsen. Eine Zusammenstellung der Gesetze, Verordnungen u. Staatsverträge, welche die Angelegenheiten der Presse, den Nachdruck und die Leihbibliotheken betreffen. Mit Erläuterungen. Leipzig, 1866.
- Das Sächsische Preßgesetz vom 24. März 1870 nebst der Ausführungs-Verordnung. Nach den Motiven der Deputationsberichte u. ständischen Berathungen bearbeitet und mit Erläuterungen versehen. Leipzig, 1870.